# Подготовка дела к судебному разбирательству в России
Подготовка дела к судебному разбирательству — обязательная стадия гражданского процесса, представляющая собой совокупность процессуальных действий судьи, сторон и других лиц, участвующих в деле, которые должны быть выполнены в установленные законом сроки и имеют своей целью обеспечение правильного, своевременного рассмотрения дела и экономию процесса.
Самостоятельность подготовки дела к судебному разбирательству как стадии гражданского процесса всегда подвергалась сомнению.
В разное время высказывались следующие точки зрения по этому вопросу: подготовка дела — не более чем известная совокупность действий суда, выполняемых ввиду их служебно-организованного значения единолично судьей в процессе исполнения судом его общей обязанности рассмотреть и разрешить дело; подготовка к делу вне разбирательства по нему не имеет никакого значения, а, следовательно, и вообще не имеет самостоятельного значения; подготовка дела не составляет задачи правосудия, достижению которой корреспондировал бы соответствующий охраняемый законом интерес (или право) стороны, являющийся необходимым элементом в процессуальном правоотношении. Поэтому здесь нет отдельного процессуального правоотношения между судом и сторонами, нет, следовательно, и стадии процесса, составляющей содержание правоотношения как формы процесса. Некоторыми учеными подготовка дела к судебному разбирательству рассматривалась как самостоятельная часть (этап) производства по гражданскому делу в суде первой инстанции.
И все же, несмотря на изложенные взгляды, большинство ученых и практиков считают подготовку гражданских дел к судебному разбирательству обязательной и самостоятельной стадией гражданского процесса . Такую же позицию занимают Верховный Суд РФ.
Как и самостоятельность стадии подготовки дела, её обязательность ранее подвергалась сомнению в связи с отсутствием в законе указаний на обязательность проведения подготовки по каждому делу. Однако в настоящее время в соответствии с ч. 2 ст. 147 ГПК РФ и ч. 2 ст. 133 АПК РФ подготовка дела является обязательной стадией процесса.

## Признаки подготовки
Признаками подготовки гражданских дел к судебному разбирательству, как стадии гражданского процесса являются:
1. наличие основной (самостоятельной) цели — обеспечение своевременного и правильного рассмотрения дела (ч. 2 ст. 147 ГПК РФ, ч. 2 ст. 133 АПК РФ). Это самостоятельная цель для совокупности действий, образующих стадию, несмотря на то, что эта цель связана с судебным разбирательством как с основной стадией процесса. С достижением этой цели стадия подготовки дела считается оконченной. Завершение процесса на стадии подготовки дела нельзя считать самостоятельной целью данной стадии, однако в кодексе такая возможность заложена. Поэтому подготовку дела можно характеризовать окончательностью самостоятельной цели и наличием второстепенной (окончательной) цели — обеспечение экономии процесса, достижение которой знаменует завершение производства по делу на стадии подготовки. Второстепенная цель подготовки не противоречит основной, так как не в каждом деле могут существовать обстоятельства, позволяющие завершить процесс на стадии подготовки дела.
2. подготовка дела осуществляется её субъектами — судьей, его помощником (помощниками), сторонами, другими лицами, участвующими в деле.
3. содержание этой стадии гражданского процесса — совокупность обязательных (ч. 1 ст. 147 ГПК РФ, ч. 1 ст. 133, ст. 134 АПК РФ) и факультативных (п.п. 1 — 3, 5, 6 ч. 1 ст. 150 ГПК РФ, п.п. 1, 2 ч. 1 ст. 135 АПК РФ) процессуальных действий судьи, обязательных действий сторон (ст. 149 ГПК РФ, ч. 3 ст. 65, ст. 135 АПК РФ). Законодательство не предусматривает факультативных действий сторон на стадии подготовки, однако в рамках действия ст. 35 ГПК РФ, ст. 41 АПК РФ сторона может, например, заявить ходатайство о необходимости выполнения какой-либо из задач подготовки, совершении того или иного подготовительного действия судьей.
4. установленные законом основания возникновения и завершения стадии подготовки дела. К первым относятся определения о подготовке дела к судебному разбирательству (ч. 1 ст. 147 ГПК РФ, абз. 1 ч. 1 ст. 133 АПК РФ), определения о принятии заявления к производству (ч. 4 ст. 127, абз. 2 ч. 1 ст. 133 АПК РФ). Завершение подготовки дела оформляется определением о назначении дела к судебному разбирательству (ст. 153 ГПК РФ, ч. 1 ст. 137 АПК РФ). Подготовка может быть также в рамках ГПК РФ окончена вынесением решения по делу (ч. 6 ст. 152 ГПК РФ).
5. срок подготовки, который может рассматриваться как период времени, в течение которого участники процесса обязаны решить задачи по подготовке дела, то есть, совершить все необходимые для подготовки дела процессуальные действия. По ГПК РФ срок подготовки дела не выделяется отдельно, как это было предусмотрено ГПК 1964 г., и входит в общий срок рассмотрения дела: гражданские дела рассматриваются и разрешаются судом до истечения двух месяцев со дня поступления заявления в суд, а мировым судьей до истечения месяца со дня принятия заявления к производству (ч. 1 ст. 154 ГПК РФ). Таким образом, срок подготовки по делу суд общей юрисдикции должен установить себе сам, но в рамках обозначенных двух месяцев на все производство в суде первой инстанции по конкретному гражданскому делу. В Инструкции по судебному делопроизводству в районном суде указывается, что срок досудебной подготовки определяется судьей с таким расчетом, чтобы рассмотрение дела было произведено в установленные ст. 154 ГПК РФ процессуальные сроки.